# 埃廷根 (巴塞爾鄉村州)

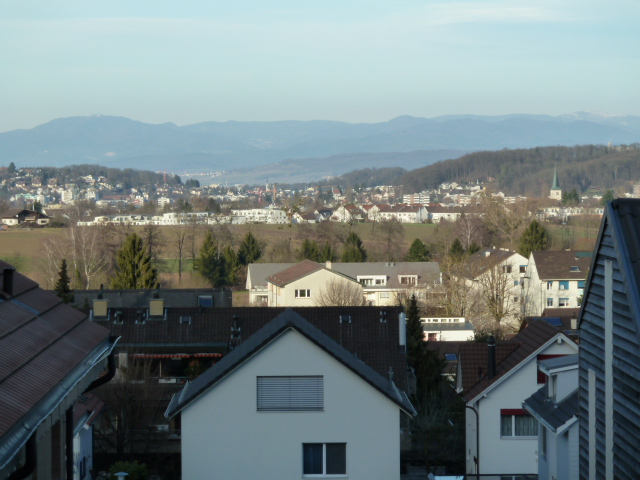

埃廷根是瑞士的城鎮，位於該國北部，由巴塞爾鄉村州負責管轄，面積6.35平方公里，海拔高度342米，2012年人口4,898，四成半人口信奉羅馬天主教，人口密度每平方公里771人。

## 外部連結
- Official website （德文）
- Music Band Ettingen, Musikverein Ettingen